# Joice Maduaka
Joice Maduaka (Londres, Reino Unido, 30 de septiembre de 1973) es una atleta británica especializada en la prueba de 4 × 100 m, en la que ha logrado ser subcampeona europea en 2006.

## Carrera deportiva
En el Campeonato Europeo de Atletismo de 2006 ganó la medalla de plata en los relevos 4 × 100 m, con un tiempo de 43.51 segundos, llegando a meta tras Rusia y por delante de Bielorrusia, siendo sus compañeras de equipo: Anyika Onuora, Emily Freeman y Emma Ania.

## Grandes campeonatos

### Juegos Olímpicos

#### Atenas 2004
- 200 m femeninos; ronda 1: 23.15; ronda 2: 23.30.

### Sídney 2000
- 100 m femeninos; ronda 1: 11.51.
- 200 m femeninos; ronda 1: 23.36; ronda 2: 23.57.
- Relevo 4 × 100 m femenino; ronda 1: 43.26; semifinal: 43.19.

### Campeonatos del mundo

#### Osaka 2007
- 200 m femeninos; ronda 1: 23.22; ronda 2: 23.62.
- Relevo 4 × 100 m femenino; ronda 1: 42.82 (SB); final: 42.87 (4.ª).

#### París 2003
- 100 m femeninos; ronda 1: 11.31; ronda 2: 11.29; semifinal: 11.40.
- 200 m femeninos; ronda 1: 23.11; ronda 2: 23.50.

#### Sevilla 1999
- 100 m femeninos; ronda 1: 11.43; ronda 2: 11.28.
- 200 m femeninos; ronda 1: 23.27; ronda 2: 23.33.
- Relevo 4 × 100 m femenino; ronda 1: 43.31; final: 43.52 (8.ª).